# Club Aachener Casino
Der Club Aachener Casino ist eine Casinogesellschaft, die im ausgehenden 18. Jahrhundert von sechzehn Aachener Bürgern, hauptsächlich jungen Kaufleuten reicherer Familien, als gesellige Vereinigung gegründet wurde.

## Gründungsgeschichte
Die Gründungsmitglieder gehörten schon vorher einem bürgerlichen Club an und stellten am 29. März 1798 an das französische Gouvernement einen Antrag zur Bildung eines Vereines. Ob dieses damals schon genehmigt wurde, lässt sich heute nicht mehr belegen. Daher wurde das Stiftungsdatum nach dem ältesten noch erhaltenen Schriftstück, der Gründungsurkunde vom 9. Dezember 1805, festgelegt. Um 1809 wurde das Stiftungsdatum auf den 1. Juli 1805 vordatiert, der Grund dürfte die hellere und wärmere Sommerzeit für gesellschaftliche Festivitäten gewesen sein.
Ursprünglich sollte die Vereinigung unter dem Namen „Die Deutsche Gesellschaft“ errichtet werden, ob das Gouvernement den Namen beanstandete oder die Stiftungsmitglieder selbst den Vorschlag verwarfen, ist nicht überliefert. Die erste Seite des Registers von 1805 trägt die Überschrift: „Vereinigung und Stiftung der Gesellschaft des Casinos“ und verzeichnet schon 28 Mitglieder, die man als erweiterte Mitgründer ansehen kann. Die endgültige Verfassung wurde am 12. Februar 1806 beschlossen, die finanzielle Grundlage wurde durch Ausgabe von 50 Aktien zu 50 Francs an die Mitglieder geschaffen. Der jährliche Beitrag betrug 24 Livres (Francs) und war halbjährlich zu zahlen. Neue Mitglieder durften von Freunden vorgeschlagen werden, die Aufnahme erfolgte bei 2/3 Stimmenmehrheit. Mit verdeckter Ballotage wurden jeden Samstagabend um 19 Uhr Wahlgänge abgehalten. Von Beginn an stellte sich der Club dabei die Aufgabe, Neu-Aachenern, die verantwortungsvolle Funktionen u. a. in Wirtschaft, Wissenschaft, Kunst, Kirche, Verwaltung, Medizin usw. übernommen haben, den Anfang in der Kaiserstadt zu erleichtern und in die Aachener Gesellschaft zu integrieren.

## Entwicklung und Clubhäuser

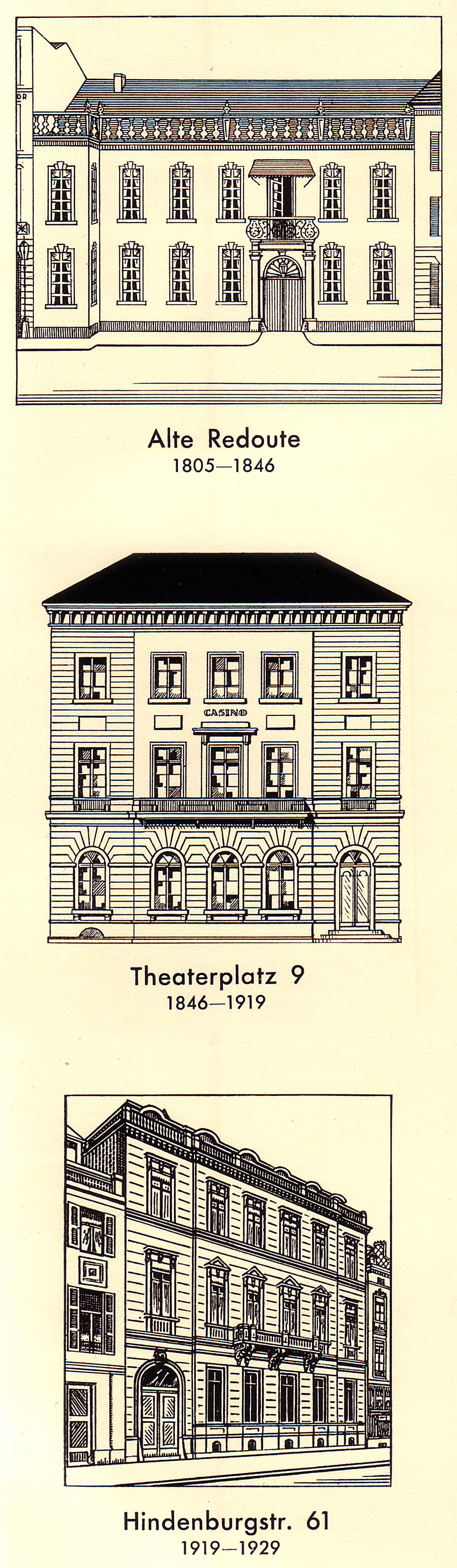
Clubgebäude zwischen 1805 und 1929 in Aachen

Mit eigenem Mobiliar und Billardtisch trafen sich seit dem 1. September 1806 die Mitglieder in der Alten Redoute Aachen auf dem Kompesbad (spätere Komphausbadstraße 11, ab 1878 das alte Suermondt-Museum). Durch die stetige wachsende Anzahl der Mitglieder reichten die Räumlichkeiten zu Festen und Versammlungen nicht mehr aus, somit wurden ab 1822 weitere Etagen in der Neuen Redoute dazu gemietet.
Um 1844 hatte der Club aber bereits 185 Mitglieder und der Vorstand beschloss nun ein eigenes geeignetes Anwesen zu erwerben. Nach längeren Verhandlungen einigte sich im September 1845 die Generalversammlung für den Ankauf des Hauses am Theaterplatz 9 für 25.500 Taler. Die Aktienzeichnung der Mitglieder brachte durch Subskription 31.000 Taler auf, die auch weitere Umbaumaßnahmen des neuen Hauptsitzes finanzierten.
Während der Dauer des Ersten Weltkrieges fanden keine Generalversammlungen oder gesellschaftliche Veranstaltungen statt. Im Frühjahr 1919 wurden französische und belgische Besatzungstruppen im Haus einquartiert.
Bereits am 23. April 1919 fand eine Fusion mit dem Club Continental statt. Hervorgegangen war dieser Club Continental (um 1890) ursprünglich aus zwei Freundeskreisen junger Leute, noch Gymnasiasten aus Aachener und Burtscheider Familien. Die Aussicht, das von der Besatzung beschlagnahmte Gebäude am Theaterplatz wiederzubekommen, bestand in absehbarer Zeit damals nicht. Doch bereits im September 1919 bot sich die Möglichkeit das requirierte Haus zum Preis von 450.000 Mark zu verkaufen, nach Rückzahlung von Hypotheken und sonstiger Kosten blieb ein Überschuss von 230.000 Mark. Mit einer aufgenommenen Hypothek wurde daraufhin das Wagner’sche Haus in der Hindenburgstraße 61 zu einem Preis von 350.000 Mark erworben.
Am 10. April 1920 fand im neuen Sitz die erste Generalversammlung statt, die einstimmig beschloss, dass der Name der Gesellschaft fortan „Club Aachener Casino“ lauten soll.
Doch am 4. September 1923 erklärte die Rheinlandkommission die Beschlagnahmung des neuen Hauses als Offiziersmesse. Die Quartierentschädigung genügte aber zur Mietzahlung eines Ausweichortes im Nuellens-Hotel am Elisenbrunnen. Im November 1927 musste die Clubgesellschaft dem geplanten Abbruch des Nuellens-Hotel weichen, man konnte aber von der Besatzung mittlerweile freigegebenen ehemalige Etage des Club Continental (Ecke Theaterplatz 1) anmieten.
Nach Abzug der Besatzungstruppen Im Spätherbst 1929, erhielt die Gesellschaft das Haus in der Hindenburgstraße 61 zurück, doch die neu erhobene Hauszinssteuer übertraf die jährlichen Mitgliederbeiträge. Auf Druck der Steuerbelastungen wurde in einer Generalversammlung am 25. Oktober 1929 einstimmig der Verkauf des Anwesens (für 160.000 Reichs-Mark) beschlossen.
Die Gesellschaft verblieb die nächsten Jahre weiterhin in den alten Continental-Club-Räumen an der Ecke des Theaterplatzes.
Am 14. Dezember 1930 wurde unter reger Beteiligung das 125-jährige Stiftungsfest im Quellenhof gefeiert. Im Winter 1934 bezog der Club die zweite Etage des neuerbauten Haus-Nuellens, welches am Vormittag des zweiten Weihnachtstages mit einem festlichen Umtrunk eingeweiht wurde. Obwohl sich mit der Gleichschaltung während des Nationalsozialismus die meisten Casinogesellschaften auflösten, konnte der Club Aachener Casino sein Vereinsleben mit einer Anpassung der Satzung durch Aufnahme des Arierparagraphen und einem reduzierten Angebot aufrechterhalten. Ab 1951 und mit dem Einzug in das wiederaufgebaute Haus Nuellens konnte der Club mit einer überarbeiteten Satzung aus dem Jahre 1921 wieder sein volles Programm anbieten und sich wieder neuen Mitgliedern öffnen.
Mittlerweile umfasst der Club Aachener Casino 160 Mitglieder, die sich, wie von Anfang an, aus alten Aachener Kaufmanns- und Industrie-Familien und allen anderen wichtigen Bereichen des gesellschaftlichen Lebens zusammensetzen und sich zu regelmäßigen Aktivitäten zusammenfinden.

## Aktivitäten
Das Clubleben bestand in den Gründerjahren aus Stiftungsessen, Herrenessen oder später den festlichen Bällen. Die Mitglieder trafen sich mehr oder weniger täglich in den eigenen Clubräumen, lasen eine der mehr als 30 verschiedenen ausliegenden Zeitungen und tauschten die letzten Neuigkeiten aus. Heutzutage sind die festlichen Höhepunkte das jährliche Stiftungsessen sowie der Dreikönigsball, bzw. der Dreikönigsempfang. Hinzu kommen monatliche Veranstaltungen wie beispielsweise das Herrenessen mit oder ohne Vortrag, manchmal mit Damen, Besichtigungen von Unternehmen der Mitglieder, Wanderungen, Hauskonzerte, Buchvorstellungen, Golfturniere sowie gemeinsame Ausflüge mit den Freunden der Euregionalen Six Cercles.
Darüber hinaus gibt es eine Vielzahl von informellen Treffen der verschiedenen Freundeskreise, die aus dem Club heraus entstanden sind. Darunter fallen private Feste, Bridge-Turniere, Geschäftsbesprechungen, Golfverabredungen, Kegelabende, die bereits seit 1812 organisiert wurden, sowie Abendessen, Dämmerschoppen, Reisen usw.
Von Beginn an gingen vielfältige sportliche Aktivitäten und Anregungen von den Mitgliedern des Clubs aus. So bestand anfangs der Aachen-Laurensberger Rennverein hauptsächlich aus Clubmitgliedern, andere errichteten Ende des 19. Jahrhunderts die ersten Aachener Tennisplätze und waren 1906 an der Gründung des ersten Aachener Hockeyclubs, deren Präsidenten sie über viele Jahrzehnte stellten, ebenso beteiligt wie 1927 an der Gründung des Aachener Golfclubs.

## Befreundete Gesellschaften
Der Club Aachener Casino pflegt seit langer Zeit intensive Freundschaften mit ähnlichen Clubs aus den Nachbarländern, die größtenteils auch viel älter sind und gemeinsam prägen sie die so genannten Six Cercles. Dazu zählen:
- Société Littéraire de Huy (gegr. 1771),
- Société du Cabinet Littéraire de Verviers (gegr. 1775)
- Société Littéraire de Liege (gegr. 1779),
- Société Royale Littéraire’ de Hasselt (gegr. 1782)
- Cercle l`union de Maastricht (gegr. 1833).

Im Jahre 1984 trafen sich zunächst die Clubs von Hasselt, Huy, Lüttich und Verviers jährlich zum gemeinsamen Essen. Seit 1991 kamen dann alle sechs Clubs bei gemeinsamen Veranstaltungen zusammen. Seither gibt es, von den Six Cercles im Wechsel der Reihe nach veranstaltet, jedes Jahr einen so genannten Kulturtag mit gemeinsamen Besichtigungen von Städten, Museen, Schlössern, Ausstellungen und Konzertbesuchen sowie ein eigenes Golfturnier. Die Vorsitzenden und Sekretäre der Vereinigungen kommen regelmäßig zusammen, um den Meinungsaustausch über neue Tätigkeiten und Initiativen zu pflegen und den Auf- und Ausbau der Region zu fördern.
Im Jahr 2010 wurde ein neues, gemeinsames Wappen für die Six Cercles eingeführt, welches inzwischen in das offizielle Briefpapier des Club Aachener Casino eingearbeitet wurde.
Das Wappen nimmt mit seinem Doppeladler und Lilie Bezug auf Charlemagne. Die sechs runden, goldfarbigen Elemente entsprechen denen der europäischen Flagge und der sprachlichen Aufteilung der Six Cercles, 3 × französisch, 2 × niederländisch und 1 × deutsch.

## Präsidenten
Zwischen 1805 und dem 1. Juli 1809 bestand der Vorstand durch drei so genannten Kommissionäre, Kassierer und Sekretär, dazu fünf Stellvertreter.
| Name                             | Beruf          | Zeitraum | Aufgabe        | Zeitraum | Aufgabe        | Zeitraum | Aufgabe        |
| -------------------------------- | -------------- | -------- | -------------- | -------- | -------------- | -------- | -------------- |
| Heinrich van Houtem (1777–1809)  | Nadelfabrikant | 1806     | Commissionär   | 1807     | –              | 1808     | –              |
| Fritz Schlösser (* 1780)         | Tuchfabrikant  | 1806     | Commissionär   | 1807     | Stellvertreter | 1808     | Stellvertreter |
| Johann Heuten (* 1788)           | Tuchfabrikant  | 1806     | Commissionär   | 1807     | Commissionär   | 1808     | –              |
| Matthias Pelzer (* 1774)         | Tuchfabrikant  | 1806     | Kassierer      | 1807     | Kassierer      | 1808     | Kassierer      |
| W. F. W. Diez                    | unbekannt      | 1806     | Sekretär       | 1807     | –              | 1808     | –              |
| Nicolaus Startz (1766–1837)      | Nadelfabrikant | 1806     | Stellvertreter | 1807     | Commissionär   | 1808     | Commissionär   |
| Ludwig Beissel (1781–1831)       | Tuchfabrikant  | 1806     | Stellvertreter | 1807     | Commissionär   | 1808     | Commissionär   |
| Caspar Braff (1776–1846)         | Tuchfabrikant  | 1806     | Stellvertreter | 1807     | Stellvertreter | 1808     | Commissionär   |
| Peter Joseph Heuten (* 1779)     | Tuchfabrikant  | 1806     | Stellvertreter | 1807     | Stellvertreter | 1808     | Stellvertreter |
| Heinrich Schlösser (1783–1851)   | Kaufmann       | 1806     | Stellvertreter | 1807     | Stellvertreter | 1808     | Stellvertreter |
| Henri Fischer                    | Tuchfabrikant  | 1806     | –              | 1807     | Sekretär       | 1808     | Sekretär       |
| Friedrich Gottschalk (1779–1853) | Tuchfabrikant  | 1806     | –              | 1807     | Stellvertreter | 1808     | Stellvertreter |
| Georg Springsfeld (1785–1870)    | Nadelfabrikant | 1806     | –              | 1807     | –              | 1808     | Stellvertreter |

| Name                                                             | Zeitraum                                                               | Beruf                                                            | Bild |
| ---------------------------------------------------------------- | ---------------------------------------------------------------------- | ---------------------------------------------------------------- | ---- |
| (Johann) Caspar Braff (1776–1846)                                | 1809                                                                   | Tuchfabrikant                                                    |      |
| Rütger Ambroisius Imhaus (1777–1833)                             | 1810, 1811                                                             | Wollkaufmann                                                     |      |
| Fritz Schlösser (* 1779)                                         | 1812, 1814                                                             | Tuchfabrikant                                                    |      |
| Ludwig (Louis) Beissel (1781–1831)                               | 1813                                                                   | Tuchfabrikant                                                    |      |
| (Jakob) Leopold Bettendorf (1779–1839)                           | 1815                                                                   | Tuchfabrikant                                                    |      |
| Christian Friedrich Deusner (1756–1844)                          | 1816, 1818                                                             | Tuchfabrikant                                                    |      |
| Leonhard Startz (1754–1837)                                      | 1817, 1827                                                             | Nadelfabrikant                                                   |      |
| Johann Theodor Peltzer (1771–1824)                               | 1819, 1820                                                             | Tuchfabrikant                                                    |      |
| (Franz) Johann Nepomuc Würth (1781–1842)                         | 1821                                                                   | Wollkaufmann                                                     |      |
| (Jakob) Wilhelm von dem Bruch (1777–1867)                        | 1822                                                                   | Tuchfabrikant                                                    |      |
| (Johann Werner) Josef Tilmanns (1775–1839)                       | 1823–1826, 1838                                                        | Tuchfabrikant                                                    |      |
| Theodor Zurhelle (1789–1856)                                     | 1826                                                                   | Wollhändler                                                      |      |
| (Johann) Friedrich Pastor (1784–1866)                            | Juli 1828                                                              | Tuch- und Nadelfabrikant                                         |      |
| Friedrich Wilhelm Frankenhoff (1776–1847)                        | 1828                                                                   | Tuchfabrikant                                                    |      |
| Wilhelm Gilles (Egidius) Zurhelle (1786–1849)                    | 1829, 1832                                                             | Wollhändler                                                      |      |
| (Franz Josef) Heinrich Jungbluth (1775–1846)                     | 1830, 1834                                                             | Advokat                                                          |      |
| Georg Wagner (1788–1841)                                         | 1831, 1835, 1837                                                       | Tuchfabrikant                                                    |      |
| Detmar (Christoph Carl) von Mallinckrodt (1769–1842)             | 1833                                                                   | Regierungsvizepräsident                                          |      |
| Johann Peter Joseph Monheim (1786–1855)                          | 1836                                                                   | Apotheker                                                        |      |
| Karl Walther (1789–1871)                                         | 1838–1843                                                              | Wollhändler                                                      |      |
| (Peter Carl) Josef Küchen (1801–1882)                            | 1843                                                                   | Advokat und Justizrat                                            |      |
| Carl Koenen (1797–1879)                                          | 1844, 1845, 1847                                                       | Advokat und Justizrat                                            |      |
| Theodor Geyr von Schweppenburg (1806–1882)                       | 1846, 1848, 1850, 1852, 1854–1856, 1859–1862                           | Rittergutsbesitzer                                               |      |
| (Clemens Franz Carl Joseph Anton) Heinrich Nellessen (1789–1866) | 1853                                                                   | Tuchfabrikant, Kommerzienrat                                     |      |
| Stephan Anton Pelzer (1781–1865)                                 | 1849, 1851                                                             | Justizrat                                                        |      |
| Leopold Scheibler (1799–1881)                                    | 1857, 1858, 1863, 1865, 1867, 1869                                     | Spediteur, Geh. Kommerzienrat                                    |      |
| Theodor Nellessen (1802–1880)                                    | 1864, 1866, 1868, 1870, 1872, 1874, 1876, 1878, 1880                   | Tuchfabrikant                                                    |      |
| (Leonard Gotthard Jakob) August Startz (1817–1897)               | 1871, 1873, 1875, 1877, 1879, 1881, 1883, 1885, 1887, 1889, 1893, 1895 | Tuchexporteur                                                    |      |
| Carl Suermondt (1822–1902)                                       | 1882, 1884                                                             | Bankier                                                          |      |
| Robert (Oskar Julius) von Görschen (1829–1914)                   | 1886, 1888, 1890–1892, 1894, 1896–1898, 1900, 1902–1907                | Landgerichtsassessor, Justiziar                                  |      |
| (Ludwig Emil Hubert) Robert Kesselkaul (1831–1914)               | 1899, 1901                                                             | Tuchfabrikant, Kommerzienrat                                     |      |
| Robert Friedrich Suermondt (1844–1919)                           | 1908–1912, 1914                                                        | Bankier und Industrieller                                        |      |
| (Phillip Heinrich) Arthur Pastor (1856–1931)                     | 1913, 1914–1919                                                        | Nadelfabrikant                                                   |      |
| Alfred Carl Paul Jakob Honigmann (1880–1948)                     | 1919                                                                   | Industrieller                                                    |      |
| Maximilian Otto Richard Erckens (1873–1956)                      | 1920–1951                                                              | Tuchfabrikant                                                    |      |
| Waldemar Croon (1880–1967)                                       | 1951–1955                                                              | Tuchfabrikant                                                    |      |
| Felix Kuetgens (1890–1976)                                       | 1955–1963                                                              | Museumsdirektor                                                  |      |
| Willy Kuetgens (1887–1966)                                       | 1963–1965                                                              | Bankdirektor                                                     |      |
| Fritz-Günther Heinrigs (1917–2004)                               | 1965–1980                                                              | Druckereibesitzer                                                |      |
| Bernd Monheim (1933–2010)                                        | 1980–1984                                                              | Fabrikant                                                        |      |
| Gustav Peltzer (1936–2013)                                       | 1984–2013                                                              | Ingenieur und Landwirt                                           |      |
| Ruprecht von Mangoldt                                            | 2013–2024                                                              | Ingenieur und Geschäftsführer der Hans von Mangoldt GmbH & Co KG |      |
| Georg Born                                                       | seit 2024                                                              | Geschäftsführender Gesellschafter der STRANG GmbH & Co. KG       |      |

## Mitgliederliste (unvollständig)
(nicht öffentlich – deshalb nur verstorbene Personen mit eigenem Wikipedia-Artikel)
- Clemens August Alertz, Mediziner
- Friedrich Joseph Ark, Architekt
- Adolf Heinrich Graf von Arnim-Boitzenburg, Staatsminister
- Moritz von Bardeleben, Verwaltungsjurist
- Theodor Beaucamp, Landrat
- Johann Arnold Bischoff, Tuchfabrikant
- August von Brandis, Kunstprofessor
- Ferdinand Breunung, Musikdirektor
- Friedrich Adolph Brüggemann, Versicherungsunternehmer
- Hugo Cadenbach, Richter
- Hugo Cadenbach, Bankier
- Kurt Capellmann, Unternehmer
- Alexander Classen, Chemiker
- Erwin Classen, Landrat
- James Cockerill, Industrieller
- Philipp Heinrich Cockerill, Industrieller
- Franz Freiherr von Coels von der Brügghen, Landrat
- Johann Peter Cremer, Architekt
- Robert Ferdinand Cremer, Architekt
- Hans Croon, Textilfabrikant
- Waldemar Croon, Textilfabrikant
- Christoph von Cuny, Regierungspräsident
- Alexander Czéh, Landrat
- Carl Eduard Dahmen, Kaufmann
- Adolf Freiherr von Dalwigk zu Lichtenfels, Regierungspräsident
- Wilhelm Daniels, Politiker
- Carl Delius, Textilfabrikant
- Arnold Deutz, Tuchfabrikant
- Arthur Drews, Landrat
- Carl Gerard Dubusc, Verwaltungsbeamter
- Hugo Eickhoff, Mediziner
- Walter Eilender, Metallurg
- Edmund Emundts, Politiker
- Oskar Erckens, Tuchfabrikant
- Hans von Eynern, Politiker
- Georg Frentzen, Architekt
- Eduard von Frowein,
- Joseph Freiherr von Brewer, genannt von Fürth, Politiker
- Jürgen von Funck, Landrat
- Paul Johannes von Funck, Regierungspräsident
- Theodor Geyr von Schweppenburg, Rittergutsbesitzer
- Hans Wolf von Görschen, Bankier und Geschäftsmann
- Robert von Görschen, Wirtschaftsjurist
- Robert von Görschen, Verwaltungsjurist
- Cornelius von Guaita, Nadelfabrikant
- Joseph van Gülpen, Tuchfabrikant
- Klaus Habetha, Rektor der RWTH Aachen
- Heinrich Hahn, Mediziner
- Carl von Halfern, Regierungsbeamter
- Friedrich von Halfern, Tuchfabrikant
- Karl von Hammacher, Landrat
- David Hansemann, Politiker
- Julian von Hartmann, Regierungspräsident
- Friedrich Wilhelm Hasenclever, Chemieunternehmer
- Robert Hasenclever, Chemieunternehmer
- Franz Carl Hasslacher, Landrat
- Albert Heusch, Kratzenfabrikant
- Gerd Heusch, Unternehmer
- Hermann Heusch, Politiker
- Karl Heusch, Mediziner
- Hermann Hirsch, Landrat
- Hubert Hoff, Hüttenkundler
- Otto von Hoffmann, Verwaltungsjurist
- Eduard Honigmann, Bergwerksbesitzer
- Friedrich Honigmann, Bergbauunternehmer
- Moritz Honigmann, Chemieunternehmer
- Wilhelm Leopold Janssen, Landrat Heinsberg
- Wilhelm Leopold Janssen, Landrat Aachen
- Laurenz Jecker, Nadelfabrikant
- Adolph Kirdorf, Montanunternehmer
- Friedrich Bernard Hubert Freiherr von Korff, Landrat
- Friedrich von Kühlwetter, Regierungspräsident
- Felix Kuetgens, Museumsdirektor
- Adolf Hilmar von Leipziger, Landrat
- Walther Lingens, Polizeipräsident
- Emil Lochner, Tuchfabrikant
- Erich Lochner, Unternehmer
- Rudolf Lochner der Ältere, Tuchfabrikant
- Rudolf Lochner der Jüngere, Unternehmer
- Gerhard Freiherr von Lommessem, Landrat
- Peter Ludwig, Industrieller
- Guido Graf von Matuschka-Greiffenclau, Landrat
- Hans Josef Otto Graf von Matuschka, Landrat
- Bernd Monheim, Industriemanager
- Johann Peter Joseph Monheim, Chemiker
- Felix von der Mosel, Landrat
- Joseph Müller, Paläontologe
- Bernd Mumm von Schwarzenstein, Diplomat
- Eberhard von Mylius, Politiker
- Carl von Nellessen, Tuchfabrikant
- Franz Carl Nellessen, Tuchfabrikant
- Johann Christian Oeder, Wollhändler, IHK-Präsident
- Carl Arthur Pastor, Bankier
- Gottfried Pastor, Wollfabrikant
- Karl von Pastor, Landrat
- Philipp Heinrich Pastor, Nadelfabrikant
- Friedrich Pauwels, Mediziner
- Otto von Pelser-Berensberg, Bergbauunternehmer
- Ludwig Pelzer, Politiker
- Jost Pfeiffer, Politiker
- Peter Polis, Meteorologe
- Rudolf Püngeler, Amtsgerichtsrat
- Eggert Reeder, Regierungspräsident
- Alexander Reumont, Mediziner
- Alfred von Reumont, Landrat
- Alfred von Reumont, Offizier
- Gerhard Reumont, Mediziner
- Wilhelm Rombach, Regierungspräsident
- Max von Sandt, Regierungspräsident
- Bernhard von Scheibler, Landrat
- Leopold Scheibler, Transportunternehmer
- Johann Heinrich Schervier, Nadelfabrikant
- Albert Schiffers, Speditionsunternehmer
- Hubert Schmitt-Degenhardt, Regierungspräsident
- Ludwig Schmitz, Richter
- Fritz Schultz-Grunow, Hochschullehrer
- Felix Seulen, Oberkreisdirektor
- Arthur Slauck, Mediziner
- August Sträter, Mediziner
- Eduard Sträter, Regierungspräsident
- Hermann Sträter, Landrat
- Barthold Suermondt, Unternehmer
- Edwin Suermondt, Kunsthistoriker und Kunstsammler
- Robert Suermondt, Bankier
- Carl Gustav Talbot, Waggonfabrikant
- Georg Talbot, Waggonfabrikant
- Richard Talbot, Waggonfabrikant
- Walter The Losen, Landrat
- Adolf Wallichs, Maschinenbauingenieur
- Max Wallraf, Reichstagspräsident
- Busso von Wedell, Regierungspräsident
- Hans Weidtman, Bankmanager
- Victor Weidtman, Bergrat
- Ludwig von Weise, Politiker
- Robert Hans Wentzel, Eisenbahnbauingenieur
- Hermann Wirtz, Pharmazieunternehmer
- Adolf Wüllner, Physiker
- Erich Zurhelle, Mediziner